# Hasseldieksdamm
Hasseldieksdamm, Kiel-Hasseldieksdamm – dzielnica miasta Kilonia w Niemczech, w kraju związkowym Szlezwik-Holsztyn.